# Bibo Nunes
Alcibio Mesquita Nunes (Cruz Alta, 9 de janeiro de 1957), conhecido como Bibo Nunes, é um empresário, jornalista e político brasileiro filiado ao Partido Liberal (PL). Atualmente, é deputado federal pelo Rio Grande do Sul, tendo sido eleito em 2018 pelo extinto Partido Social Liberal (PSL) e é comentarista do programa de televisão Atualidades Pampa, pela Rede Pampa, afiliada da RedeTV! no Rio Grande do Sul. Até abril de 2021, Bibo apresentou alinhamento de 99% com o governo Bolsonaro nas votações da Câmara dos Deputados.

## Vida e carreira
Natural de Cruz Alta, no interior do estado do Rio Grande do Sul, Bibo Nunes é filho de Antonio Carlos Gomes Nunes e de Elza Mesquita Nunes.
Começou sua carreira como jornalista em 1976, na Rádio Cruz Alta. Em 1979, foi apresentador e repórter na RBS TV Cruz Alta e no ano seguinte, se tornou correspondente do jornal Zero Hora. Em 1982, Bibo mudou-se para Porto Alegre, onde fez parte da equipe do telejornal Meio-Dia: A Hora Local, na TV Bandeirantes Rio Grande do Sul.  Em 1984, Bibo Nunes também estreou como locutor na rádio Universal FM.

### Meios de comunicação
Em 1991, Bibo Nunes assumiu o cargo de presidente da Fundação Piratini, gestora das emissoras de rádio e televisão públicas do Rio Grande do Sul, sendo presidente da TVE RS e diretor da FM Cultura, durante o governo de Alceu Collares. A sua administração à frente da Fundação Piratini foi polêmica e modernizadora. Ao mesmo tempo em que a TVE aumentou a programação local e instalou retransmissoras em todo o estado, Bibo foi acusado de utilizar a emissora para propaganda pessoal.
Em 1998, Bibo Nunes estreou o programa Bibo Show no Canal 20 (atual Bah TV). Posteriormente, o nome do programa foi renomeado para Bibo Nunes Show e passou pela Ulbra TV e pela TV Urbana.
Bibo Nunes é casado e pai de dois filhos: Antônio Carlos e Camila Nunes. É torcedor do Sport Club Internacional.
Recebeu o título de cidadão honorário de Porto Alegre, concedido pelo vereador Pedro Américo Leal (PP), em 2004 e o Troféu Câmara de Porto Alegre, concedido por Alceu Brasinha (PTB), em 2009.

### Deputado federal
Foi candidato a deputado federal pelo Partido Social Democrático (PSD) em 2014, e a vereador de Porto Alegre pelo Partido do Movimento Democrático Brasileiro (PMDB, hoje MDB), em 2016, não sendo eleito em nenhuma das vezes. Em 2018, Bibo Nunes candidatou-se novamente ao cargo de deputado federal pelo Partido Social Liberal (PSL), sendo eleito com 1,57% do eleitorado (91.664 votos). Nas eleições gerais no Brasil em 2022 foi candidato a reeleição como deputado federal, mas não foi eleito e recebeu 15 mil votos a menos em relação ao pleito de 2018. Porém, com a impugnação da candidatura de Marlon Santos, Nunes assumirá seu lugar para uma segunda legislatura na Câmara Federal.
Em seu mandato na câmara, Bibo cronologicamente votou a favor da MP 867 (que segundo ambientalistas alteraria o Código Florestal anistiando desmatadores); contra criminalizar responsáveis por rompimento de barragens; a favor da PEC da Reforma da Previdência e contra excluir os professores nas regras da mesma; a favor da MP da Liberdade Econômica; contra Alteração no Fundo Eleitoral; contra aumento do Fundo Partidário; a favor de cobrança de bagagem por companhias aéreas; contra incluir políticas LGBTs na pasta de Direitos Humanos; a favor do PL 3723 que regulamenta a prática de atiradores e caçadores; a favor do "Pacote Anti-crime" de Sergio Moro; a favor do Novo Marco Legal do Saneamento; contra redução do Fundo Eleitoral; a favor da suspensão do mandato do deputado Wilson Santiago (PTB/PB), acusado de corrupção; contra ajuda financeira aos estados durante a pandemia de COVID-19 (primeiro texto); a favor do Contrato Verde e Amarelo; a favor da MP 910 (conhecida como MP da Grilagem); a favor da flexibilização de regras trabalhistas durante a pandemia; a favor do congelamento do salário dos servidores; a favor da anistia da dívida das igrejas; a favor da convocação de uma Convenção Interamericana contra o Racismo; duas vezes a favor de destinar verbas do novo FUNDEB para escolas ligadas às igrejas; a favor da autonomia do Banco Central; contra a manutenção da prisão do deputado bolsonarista Daniel Silveira (PSL/RJ); a favor da validação da PEC da Imunidade Parlamentar; a favor da PEC Emergencial (que trata do retorno do auxílio emergencial por mais três meses e com valor mais baixo); a favor que empresas possam comprar vacinas da COVID-19 sem doar ao SUS; a favor de classificar a educação como "serviço essencial" (possibilitando o retorno das aulas presenciais durante a pandemia); a favor de acabar com o Licenciamento Ambiental para diversas atividades e a favor da privatização da Eletrobras.
Notabilizou-se por ser um dos maiores aliados do presidente Jair Bolsonaro na Câmera dos Deputados e nas redes sociais. Fez parte da comitiva de parlamentares do PSL que viajou à China para conhecer o sistema de reconhecimento facial. Posteriormente, Bibo Nunes foi autor de um projeto de lei que visa tornar a tecnologia obrigatória em todos os espaços públicos. A proposta de Bibo Nunes foi criticada pela organização Human Rights Watch, que a considerou como uma forma de vigilância em massa que abre espaço para abusos e uma tecnologia que levanta sérias dúvidas sobre sua confiabilidade e potencial para discriminação de minorias.

## Controvérsias

### Defesa pelo fim do isolamento social durante a Pandemia de COVID-19
Durante a pandemia do COVID-19 no Brasil, Bibo Nunes foi um dos defensores do fim do isolamento social, afirmando em um debate que “Este vírus acelera a morte de quem está pra morrer. No mundo inteiro, quem morre são idosos, pessoas que já estão sendo encaminhadas para a morte. Não quer dizer que estou a favor da morte, porque todos vão morrer. Inclusive eu e vocês. Então, aceitar a morte é algo natural, e não tem o porquê de fazer o isolamento total que quebra a economia”.

### Recomendação de desaprovação das contas
A área técnica do Tribunal Regional Eleitoral recomendou que as contas de campanha de Bibo Nunes fossem desaprovadas, pois foi constatado que, ao se candidatar para deputado federal, recebeu uma única doação feita por um estrangeiro, o que é ilegal pela legislação eleitoral brasileira. O doador, chamado Juan Antonio Bruno Perroni, é um uruguaio não-naturalizado que é empresário da indústria fumageira e foi condenado em duas instâncias pela Justiça Federal por falsificar selos de controle de IPI de embalagens de cigarro.

### Notícia falsa envolvendo o STF
No dia 15 de janeiro de 2021, com o agravamento da pandemia de COVID-19 em Manaus, José Luiz Datena concedeu espaço em seu programa de televisão ao presidente Jair Bolsonaro. O presidente repetiu diversas vezes que o STF o impediu de combater a pandemia de COVID-19, o que é mentira. Devido a repercussão das declarações, o próprio STF desmentiu o presidente em uma nota. Segundo o levantamento do Aos Fatos, a notícia falsa de Bolsonaro reproduzida no programa foi posteriormente disseminada em redes sociais por dois deputados para tentar tirar a culpa do presidente Jair Bolsonaro pela situação de Manaus e transferir para o STF. São eles: Bibo Nunes (PSL-RS) e Marco Feliciano (Republicanos-SP).

### Gastos com jantares,outdoorse carros de luxo
Em 2019, Bibo Nunes causou polêmica ao usar verba parlamentar para pagar refeições durante o Carnaval, quando não havia expediente na Câmara. No ano seguinte, ele foi o parlamentar gaúcho que teve maior aumento de despesas na comparação com o ano anterior. Além disso, usou verba parlamentar para pagar um jantar numa churrascaria em Porto Alegre em comemoração à vitória de Sebastião Melo na eleição municipal. Em entrevista ao jornal Zero Hora, ele criticou a economia de recursos públicos:
Tenho direito, todo mundo gasta. Outra coisa, deputado não é para fazer economia. Se é para fazer economia, eu fico dormindo em casa.
Em 2021, Bibo Nunes envolvou-se em outra polêmica ao gastar quarenta mil reais de verba parlamentar para instalar outdoors de autopromoção no Rio Grande do Sul. No mesmo ano, ele gerou repercussão nacional ao gastar em torno de sessenta mil reais mensais de dinheiro público para aluguel de carros de luxo na empresa de um assessor especial de Jair Bolsonaro. Ele afirmou que sempre andou nesse tipo de carro e que não "abaixaria o seu estilo de vida":
Meu padrão de vida é esse. Meus carros sempre foram BMW, Porsche… Quem não gostar que vá ‘enxugar gelo’. Para mim é comum isso desde que eu nasci.
Esse é o meu estilo de vida desde sempre, eu sempre andei de Mercedes, de BMW, eu não vou abaixar o meu estilo de vida só porque sou deputado. Eu já perco muito sendo deputado.

### Sugestão de queimar estudantes vivos
Em uma transmissão ao vivo nas redes sociais em 9 de outubro de 2022, Bibo Nunes sugeriu queimar estudantes da Universidade Federal de Santa Maria (UFSM) que se manifestaram contra o corte de verbas promovido pelo Governo Federal contra as instituições de ensino superior. Na ocasião, o deputado disse que o ato deveria ser realizado aos moldes das cenas retratadas no filme Tropa de Elite, em que pessoas foram queimadas vivas enquanto estavam presas dentro de pneus. Bibo disse que os estudantes "são a vergonha, a escória do mundo", que eles "têm que viver no lixo, no esgoto" porque "não produzem nada", "são uns coitados, uns miseráveis". As declarações foram criticadas, para além do respectivo conteúdo, pois se direcionavam a moradores da cidade de Santa Maria, onde se localiza a UFSM, que enfrentou a tragédia do incêndio que matou dezenas de pessoas na boate Kiss.

## Desempenho eleitoral
| Ano  | Eleição                       |  | Cargo            | Partido | Coligação                                  | Suplentes                                  | Votos          | Resultado                                           |
| ---- | ----------------------------- |  | ---------------- | ------- | ------------------------------------------ | ------------------------------------------ | -------------- | --------------------------------------------------- |
| 1982 | Municipal de Cruz Alta        |  | Vereador         | PMDB    | sem coligação proporcional                 | Olavo Brondani (PMDB), Darcy Garcez (PMDB) | 499            | Eleito (12ª pessoa mais votada, 5ª no partido)      |
| 2014 | Estadual do Rio Grande do Sul |  | Deputado Federal | PSD     | PSD / PSB / PPS / PTdoB / PHS / PSL / PSDC | —                                          | 18.666 (0,34%) | Suplente (57ª pessoa mais votada, 8ª na coligação)  |
| 2016 | Municipal de Porto Alegre     |  | Vereador         | PMDB    | PMDB / PDT / PRB                           | —                                          | 3.489 (0,56%)  | Suplente (46ª pessoa mais votada, 14ª na coligação) |
| 2018 | Estadual do Rio Grande do Sul |  | Deputado Federal | PSL     | PSL / DEM / PROS                           |                                            | 91.664 (1,67%) | Eleito (21ª pessoa mais votada, 2ª na coligação)    |
| 2022 | Federal                       |  | Deputado Federal | PL      | PL                                         |                                            | 76.521 (1,24%) | Eleito                                              |